# Князівсько-сербський театр
Князі́всько-се́рбський теа́тр (серб. Књажевско-српски театар; інші назви — Добровольчий театр, Театр Слога, Театр Синджелича, Національний театр Крагуєваця, Театр ім. Йоакима Вуїча) — перший професійний сербський театр. Найстаріший театр Сербії. Заснований у 1835 році зусиллями відомого культурного діяча, драматурга і перекладача Йоакима Вуїча (1772—1847) за підтримки сербського князя Милоша Обреновича.

## Етимологія назви
З 1835 року (від року заснування) до середини цього ж століття, а також з 2007 року по цей час театр носить назву — Князівсько-сербський. Перша прикметникова частина слова (князівсько-…) виникла історично, адже в 1830 році на основі Адріанопольського мирного договору Сербія була визнана автономним князівством під верховною владою султана зі спадковим князем Милошем Обреновичем, а столицею князівства у той час було місто Крагуєваць, в якому і був заснований перший театр. Під опікою князя Мілоша Обреновича тоді були засновані також й інші культурно-освітні установи і заклади на кшталт Князівсько-сербської друкарні (серб. Књажевско-српска књигопечатња), Князівсько-сербської каплиці (серб. Књажеско-српска банде) тощо.

## Історія становлення театру

### Витоки

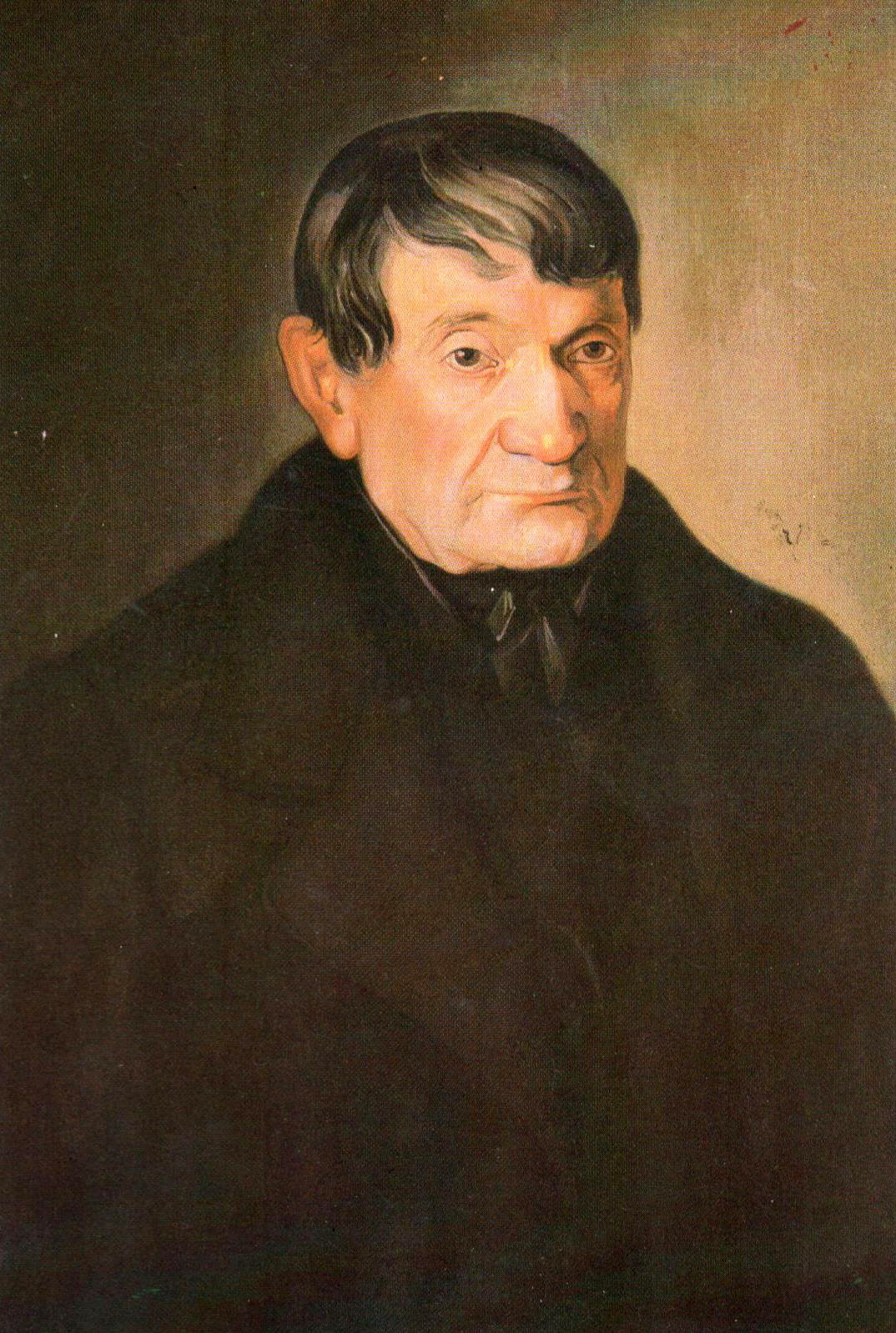
Йоаким Вуїч — засновник і перший директор Князівсько-сербського театру

До створення першого театру на постійній основі на території Сербії існувало чимало аматорських театрів. Перші свідчення про такі аматорські театри датовані XIII століттям. Тоді за традицією у святкові дні влаштовувалися народні вуличні вистави. Вже з другої половини XV століття театральне дійство відчуло занепад. Під час цього періоду Сербія не мала власної державності і силоміць входила до складу Османської імперії.
Ситуація поліпшилася у Воєводині на початку XVIII століття. І вже в 1736 році учні Карловацького духовного училища під керівництвом Мануїла Козачинського поставили першу трагедію на сюжет із сербської історії «Трагедія, себто сумна повість про смерть останнього царя сербського Уроша V». Пізніше почали з'являтися й інші вистави, проте ставилися вони поодиноко.
Виникнення світського театру передусім пов'язане з іменем Йоакима Вуїча — засновника декількох пересувних труп на території Сербії та Воєводини у 1810-ті роки. У 1830 році Сербія стає автономним князівством і отримує право на самоврядну діяльність культурно-освітніх установ. Водночас Крагуєваць стає столицею Сербського князівства.

### Ранні роки
На запрошення князя Милоша Обреновича восени 1834 року в Крагуєваць прибуває відомий театральний діяч Йоаким Вуїч (пізніше він стане відомим світові під ім'ям «Батька сербського театру») з метою організувати перший державний театр на постійній основі, з постійним складом акторів, з власним приміщенням, оркестром, хором і репертуаром.
Перші вистави під режисерським керівництвом Вуїча з'явилися 15 лютого 1835 року, і поставлені були у приміщенні міської типографії. Акторами, які зіграли свої перші ролі, були рядові учні гімназії, що знаходилася по сусідству. Серед них були тоді ще невідомі актори: Петр Радованич, Тодор Розмірович, Живадін Весович, Арсеній Міліцевич, Йован Маринович, Сретен Попович, Пилип Христич, Йован Перунічич, Ентоні Майсторович, Стефан Груборович, Мілан Давидович та Стоян Йованович.
Того ж року сербський князь Мілош Обренович призначає Йоакима Вуїча директором театру, а також головним режисером. До діяльності театру він запрошує цілу плеяду художників, драматургів та режисерів, яка в історії театрального мистецтва країни залишить по собі глибокий слід. Серед найпомітніших були: Джозеф Шлезінгер (відомий сербський композитор, який писав музику для вистав), Фернандо Джарік (художник по костюмах) та ін. Проте в 1836 році театр припиняє постановки через внутрішні суперечки і чвари. Вуїч залишає театр. Деякі актори услід за Вуїчем також покидають театр, а саме приміщення театру, яке знаходилося у місцевій типографії, стає не придатним і трупа переїжджає у місцеву гімназію.
У 1840 році театр відновлює свою діяльність. Новим директором стає Анастасій Ніколич — ректор гімназії, професор математики. Проте через рік театр знову переживає складні часи: столицею Сербії стає Белград, а тому майже весь склад трупи переїжджає до нової столиці і бере участь у створенні нового театру. Соціальне і культурне життя міста занепадає. Мешканці міста переїжджають до нової столиці. Лише у 1847 році театр відновлює свою діяльність та змінює назву на Добровольчий театр (серб. Добровољни позоришни). У 1856 році театр повертається у приміщення відновленої типографії, а У 80-х — розширюється трупа. Ставляться нові вистави.

### У період воєн і післявоєнні роки
В кінці XIX століття театр змінює назву на «Театр Слога» (укр. «Театр Співзвуччя»). Виникає нова будівля театру з порівняно більшою сценою та залою для глядачів, в якій могли поміститися близько 300 відвідувачів. У 1895 році театр ставить три-чотири вистави на тиждень. Але через три роки з 1898 року аж до 1912 року театр працює вже під новим ім'ям — Синджелича, названого на честь героя Першого сербського повстання.
У період Першої світової війни театр не здійснював діяльності взагалі. Лише з 1924 року театр почав працювати, як «Академічний театр». До цього театру були запрошені професійні актори з Белграда. Ставилися високого рівня постановки, але через фінансові труднощі у 1929 році театр втрачає автономність і аж до 1936 року стає філіалом інших великих театрів, серед яких були і Національний театр Нового Саду, і Сокальський театр, та ін. Театр Крагуєваця проіснував до 1944 року, до тих подій, коли головна театральна зала театра не зруйнувалася внаслідок бомбардувань під час Другої світової війни.
У листопаді 1944 року, відразу ж після звільнення від німців, була сформована спеціальна комісія, яка протягом декількох днів знайшла нове приміщення театру, сформувала новий склад акторської трупи і призначила директором театру Воїслава Джурича, драматурга з Белграда. Театр отримав статус національного та іменувався Національним театром Крагуєваця.
З 1965 році Національний театр Крагуєваця змінив свою назву на Театр імені Йоакима Вуїча, проіснувавши трохи понад сорок років. За це час театр поставив близько 200 вистав, які відвідали близько 70000 глядачів. Театральна трупа кочувала країнами Югославії, Чехословаччини, НДР та ін.

### Новітній час
15 січня 2007 року Рада директорів театрів вирішила змінити назву театру та повернути йому історичне ім'я. З таким клопотанням вона звернулася до народних зборів Крагуєваця. І вже 14 лютого 2007 року народні збори постановили повернути історичну назву театрові — Князівсько-сербський театр.
З 2013 року посаду директора театру обіймає Войо Лучич.

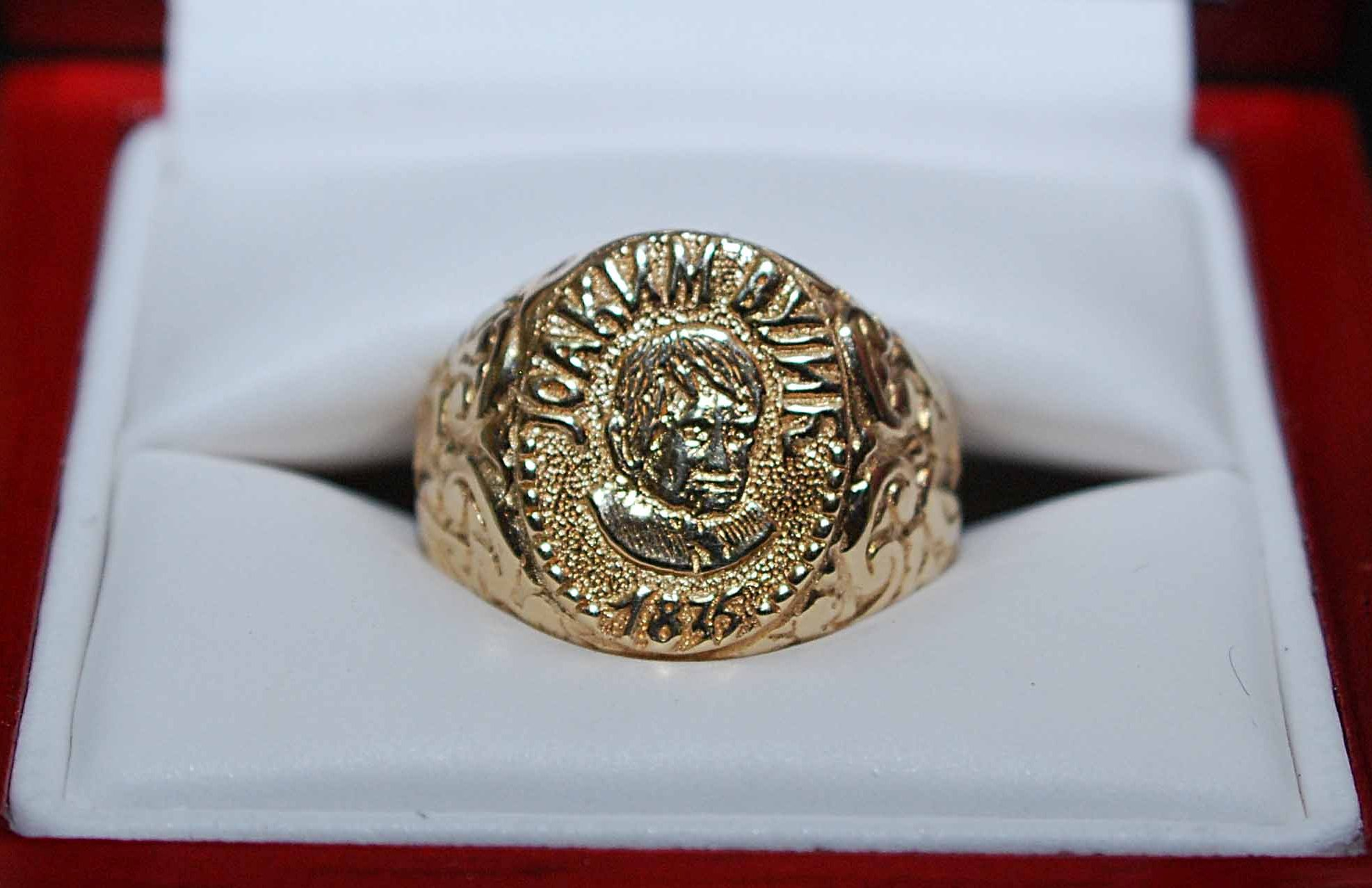
Каблучка із зображенням Йоакима Вуїча

## Культурні заходи
З 1985 року щорічно в день заснування театру («День театру») проходить нагородження найвидатніших сербських письменників, акторів, режисерів, сценаристів, композиторів, які нагороджуються спеціальним призом — статуеткою із зображенням Йоакима Вуїча. З 2002 року аналогічне нагородження відбувається каблучкою із зображенням Йоакима Вуїча, а з 2013-му — медальйоном.
З 2004 року театр є засновником і господарем проведення різноманітних національних та міжнародних заходів, серед визначальних — ЙоакимФест, ЙоакимІнтерФест (названі на честь першого директора театру Йоакима Вуїча), Міжнародний театральний фестиваль малих сцен та інші.

## Вибраний репертуар
- «Сон літньої ночі», Вільям Шекспір (режисер П'єр Вальтер Поліц).
- «Дядько Ваня», Антон Чехов (режисер Йован Груїч).
- «Нотатки божевільного», Микола Гоголь (режисер Іван Відославлєвич).
- «Yahoo», Едвард Олбі (режисер Мілош Крстович).
- «Повість про дочку покійного імператора», Микола Коляда (режисер Бошко Дімітрієвич).
- «Повість про життя Едіт Піаф», Наташа Ілич (режисер Мілош Жадонич) та ін.

## Відзнаки
27 березня 2015 року на закритті 44-х щорічних «Днів комедії» в Ягодині театр отримав відзнаку «Особливе визнання».

## Галерея

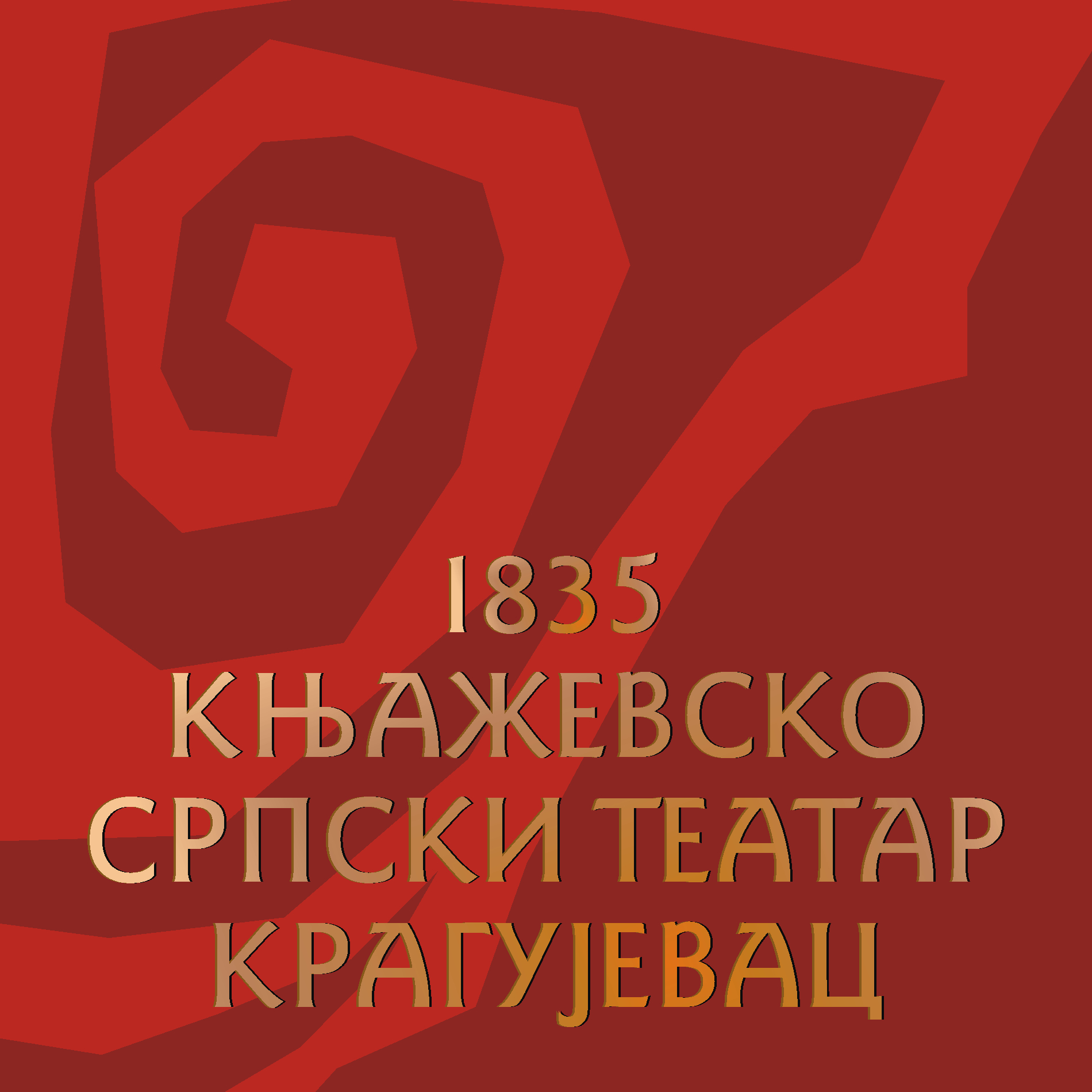
Прапор театру
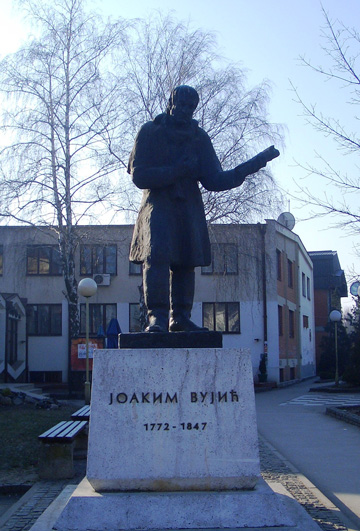
Пам'ятник засновнику театру Йоакиму Вуїчу
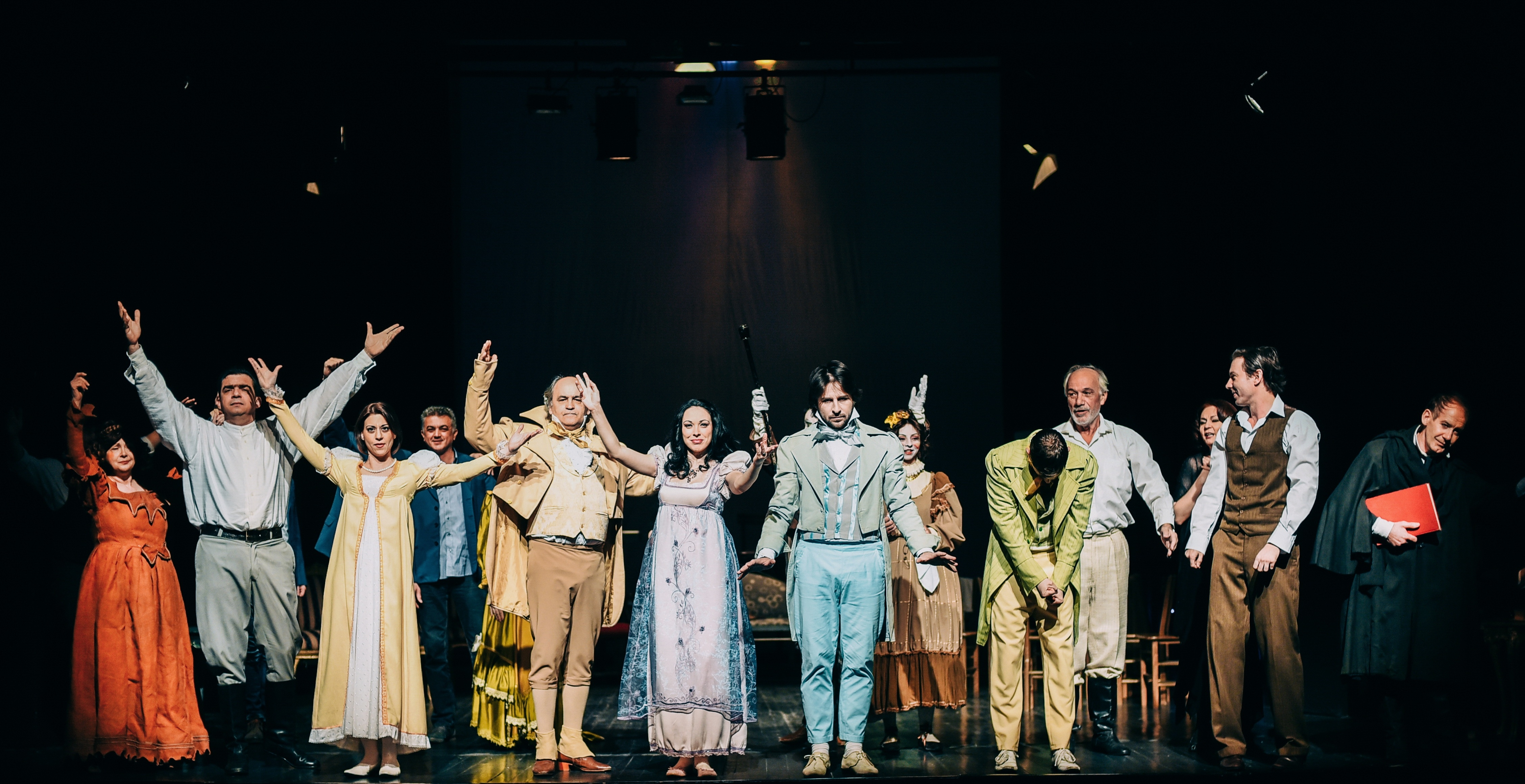
Акторська трупа (новітній час)
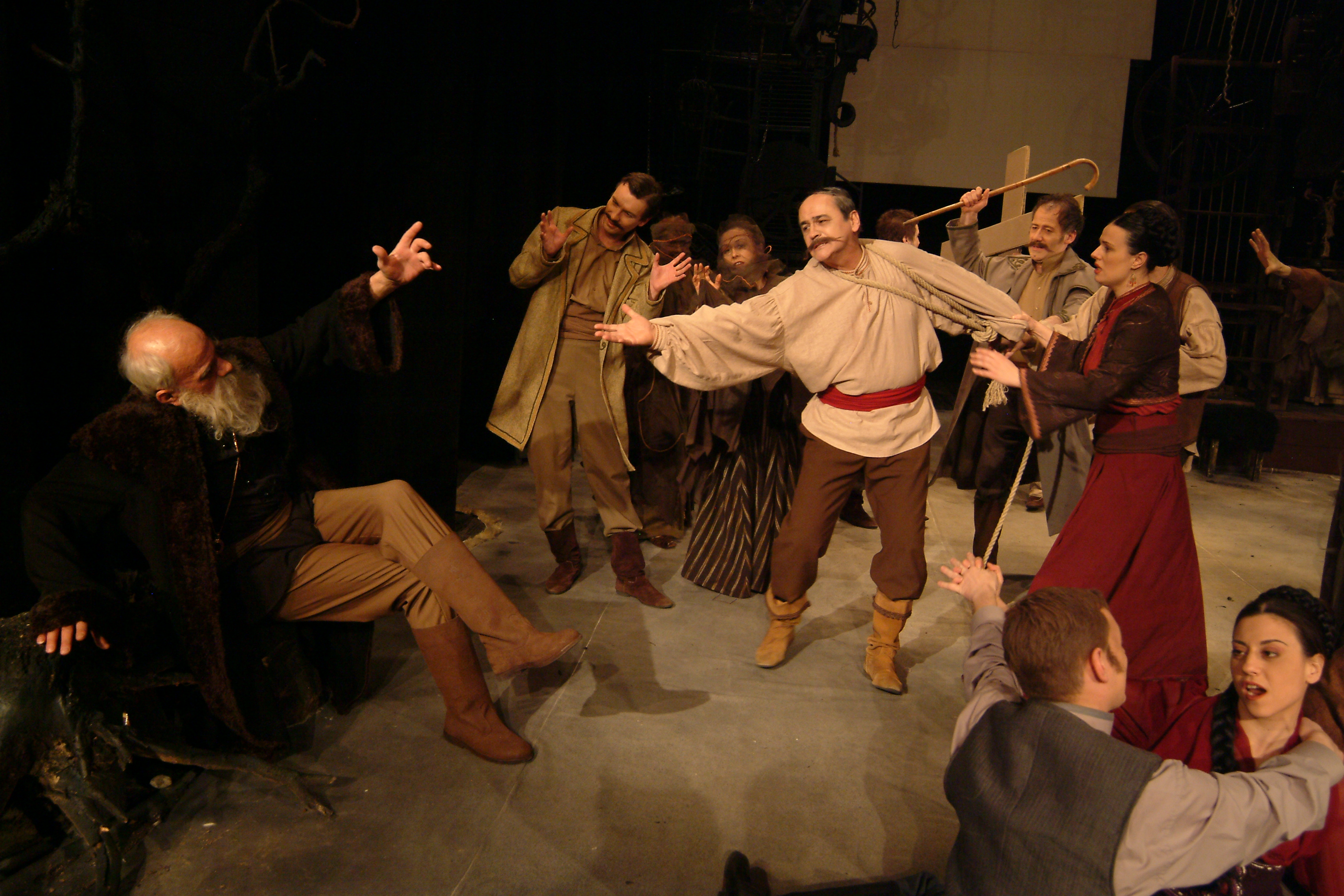
Фрагмент із вистави «Конак в Крагуєваці» (реж. Данко Попович)
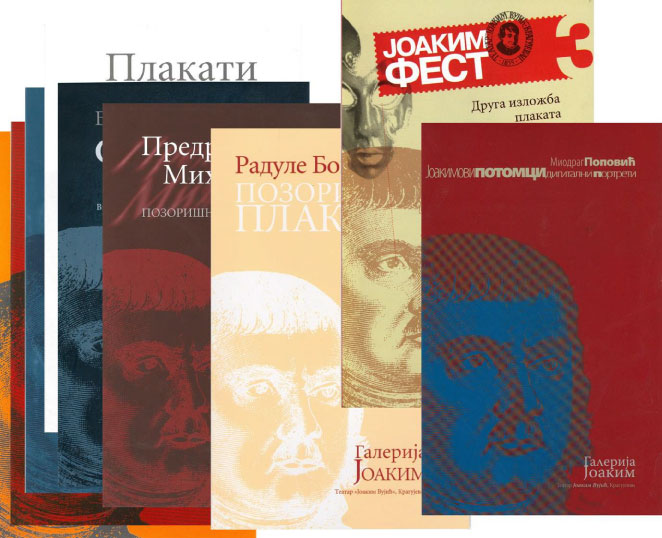
Буклети театру та фестивалей під їх патронатом
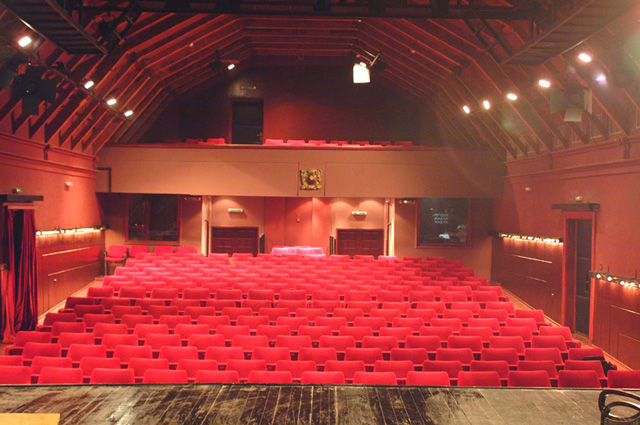
Театр (вид всередині)

## Зовнішні джерела
- Офіційний сайт театру [Архівовано 22 Жовтня 2008 у Wayback Machine.]
- Kulturna ponuda — Pozorišta [Архівовано 27 Березня 2016 у Wayback Machine.] (серб.)
- Књажевско српски театар из Крагујевца гостоваће са комедијом «Сан летње ноћи», у режији Пјера Валтера Полица [Архівовано 21 Березня 2017 у Wayback Machine.] (серб.)